# Устав Србије из 1903.
Устав Краљевине Србије из 1903. године био је устав чијим је доношењем након Мајског преврата обновљен уставни поредак у Краљевини Србији. Усвојен је 5/18. јуна 1903. године, од стране Народне скупштине. Највећи део новог устава био је заснован на ранијем Уставу Краљевине Србије из 1888. године, са извесним изменама и допунама, које су се првенствено односиле на додатно ограничавање краљевске власти. Након ослобођења и прикључења Старе Србије (1912), отпочео је процес постепеног увођења у дејство уставних одредби и на новоприкљученим подручјима, испрва делимично (1913), а потом и у целини (1919). У међувремену је 1. децембра 1918. године дошло до проглашења Краљевине СХС, али уставне одредбе су наставиле да важе све до доношења Видовданског устава (1921).

## Историја

### Политичке прилике од 1901. до 1903. године
Народ је био незадовољан уставним променама извршеним 6. априла 1901. године. На Априлски устав се гледало као на производ "ценкања" између краља и политичких странака, и механизам спровођења личног режима краља Александра. Априлски устав увуди институцију Сената која је била непопуларна и неприхваћена од стране народа. Став буржоазије је био да краљев апсолутизам представља препреку и кочницу њеном даљем економском јачању и привредном развоју целе државе.
Политичке странке су различито реаговале. Једино је Напредна странка била у потпуности задовољна уставом, јер су као најмалобројнија странка ипак могли да учествују у власти посредством Сената. Либерали су оштро критиковали устав пре свега одредбе о Сенату и недовољне гаранције прокламованим уставним правима грађана. Априлски устав је већински прихваћен у Радикалној странци. Ипак, постојала је и мањина која није прихватала устав и добила је назив "самостални радикали" или "самосталци". Део радикала који је пристао на устав је добио назив " споразумни радикали" или "фузионаши".
Сукоб краља и опозиције ескалира током 1902. и 1903. године. Најгласнији и најхрабрији у својим критикама су били самостални радикали, који су у скупштини и преко својих новина оштро критиковали устав, режим и династију. Краљ је ове нападе тумачио као злоупотребљавање политичких слобода прокламованих Априлским уставом, и захтевао чврст и строг режим који ће "раскрстити" са опозицијом. Полиција прогони противнике династије тако да личне сигурности грађана није било, забрањује опозицијоне листове. У јануару 1903. године краљ одлаже па закључује седнице Народне скупштине, на шта је опозиција гледала као на почетак државног удара. Све ово је довело до кулминирања народног незадовољства режимом, "Мартовских" демонстрација и преврата, односно убиства краља Александра Обреновића 29. маја 1903. године.

### Мајски преврат
Краљ Алексндар је 24. и 25. марта извршio два државна удара. Првим је 24. марта 1903. године у 23:15 часова, прокламацијом обуставио устав, распустио Скупштину и Сенат, поставио нове председнике и судије свих судова (осим председника Касационог суда) и укинуо:
- Закон о изборима чланова Народног представништва (од 12.12.1902)
- Закон о пословном реду у Сенату (од 21.5. 1902)
- Закон о пословном реду у Народној Скупштини (од 21.5. 1902)
- Закон о општинама (од 21.3.1902)
- Закон о штампи (од 12.2.1901)

Истовремено су враћени на снагу Закон о штампи (од 12.2.1881) и Закон о општинама (од 24.3. 1866) са свим изменама и допунама.
У раним јутарњим сатима 25. марта 1903. године, краљ новим државним ударом, враћа на снагу устав из 1901. године. На тај начин враћено је стање које је постојало након октроисања Априлског устава, односно укинути су сви закони који су донети у међувремену.
У ноћи 29. маја 1903. године извршен је преврат и убијени су краљ Александар Обреновић и краљица Драга. На челу завереника је био Драгутин Димитријевић Апис, и те ноћи убијени су и председник владе Димитрије Цинцар-Марковић и министар војске Милован Павловић. Убиством краља Александа гаси се лоза Обреновића, која је владала Србијом, са паузом 1842-1858. године, од 1815. године.

## Устав од 5. јуна 1903. године
Након убиства краља Александра, завереници су образовали нову владу на челу са Јованом Авакумовићем. Прокламацијом влада враћа на снагу све законе укинуте 24. марта, и сазива Народну скупштину за 2. јун 1903. године. Народна скупштина 2. јуна враћа на снагу устав из 1888. године са свим законима који су донети на основу тог устава, и бира одбор који те законе треба да прилагоди тадашњим друштвеним и политичким потребама. 4. јуна Скупштина и Сенат усвајају извештај одбора.
Одредбе Устава из 1903. године биле су највећим делом засноване на одребама ранијег Устава из 1888. године, са извесним новинама, које су извршене путем измена и допуна у појединим члановима.
Најзначајније промене у односу на Устав из 1888. године:
- Краљем Србије проглашен је Петар I Карађорђевић (чл. 57).
- Краљ (на основу устава из 1888) није могао ни у каквом случају ослободити одговорности министре- одредба је проширена и на остале државне службенике (чл. 135).
- У ситуацији када је Народна скупштина распуштена или одложена пре него што донесе буџет, краљ је могао да продужи буџет истекле рачунске године највише за 4 месеца. За разлику од устава из 1888. године сада му је била потребна сагласност Државног Савета(чл. 139).
- Активно бирачко право је ограничено, имовинским цензусом, од 15 динара на непосредне годишње порезе, али се сада у ту суму урачунавао и "стални државни прирез".
- Посланички мандат је продужен са три на четири године.
- Скупштина је добила, поред права истраге, и право анкете у изборним и административним питањима.[3]

Након ослобођења (1912) и прикључења Старе Србије (Рашка, Косово, Метохија, Вардарска Македонија), отпочео је процес постепеног увођења у дејство уставних одредби и на новоприкљученим подручјима Краљевине Србије, испрва делимично (1913), а потом и у целини (1919). У међувремену је 1. децембра 1918. године дошло до проглашења Краљевине СХС, али уставне одредбе су наставиле да важе све до доношења Видовданског устава (1921).